# Karen Chance
Karen Chance amerikai urban fantasy író. A floridai Orlandóban nevelkedett, de élt Franciaországban, Nagy-Britanniában, Hongkongban és New Orleansban is, ahol történelmet tanított. Jelenleg a floridai DeLandben él.
Könyvei rendszeresen a The New York Times és az USA Today sikerlistáin szerepelnek.

## Művei

### Cassandra Palmer-sorozat
A népszerű urban fantasy sorozat főszereplője Cassandra (Cassie) Palmer, nagy hatalmú látó, aki képes a szellemekkel is beszélni. Kalandjai során állandó társa John Pritkin, hadmágus, és Mircea Basarab, vámpírmester. Emellett számos ismert történelmi személy kapott új, kissé misztikus színezetű szerepet a történetfolyamban.
A sorozat magyar kiadását a Kelly Kiadó kezdte el 2010-ben, ám három rész után a Kelly Kiadó könyvpiacról való kivonulása miatt 2013-ban átkerült a Cor Leonis Kiadóhoz.
1. Megérint a sötétség (Touch the Dark); ford. Bertalan György; Kelly, Bp., 2010, ISBN 978-963-9943-47-6
2. Árnyak vonzásában (Claimed by Shadow); ford. Bertalan György; Kelly, Bp., 2010, ISBN 978-963-9943-49-0
3. Átölel az éjszaka (Embrace the Night); ford. Bertalan György; Kelly, Bp., 2010, ISBN 978-963-9943-96-4
4. A hajnal átka (Curse the Dawn); ford. Bertalan György; Cor Leonis, Bp., 2013, ISBN 978-963-89572-4-5
5. Holdvadász (Hunt the Moon); ford. Bertalan György; Cor Leonis, Bp., 2013, ISBN 978-963-448-630-5
6. Tempt the Stars, Cor Leonis Kiadó – tervezett magyar megjelenés 2016 második fele[2]
7. Reap the Wind, tervezett külföldi megjelenés: 2015. november
8. Ride the Storm, tervezett külföldi megjelenés: 2016. április

#### Kiegészítő novellák
- "The Day of the Dead," megjelent a The Mammoth Book of Vampire Romance című kötetben – az első két részből megismert Tomas kiegészítő novellája. Magyarul eddig nem jelent meg.
- "Rogue Elements," megjelent a Wolfsbane and Mistletoe című kötetben – főszereplője Lia De Croissets, hadmágus. A kiegészítő novella a las vegasi hadmágusok életébe és politikájába enged betekintést. Magyarul eddig nem jelent meg.
- "Vegas Odds," megjelent a Strange Brew című kötetben – főszereplője Lia De Croissets, hadmágus. A kiegészítő novella a Las Vegas-i hadmágusok életébe és politikájába enged betekintést. Magyarul eddig nem jelent meg.
- "Skin Deep," megjelent az Inked című kötetben – főszereplője Lia De Croissets, hadmágus. A kiegészítő novella a Las Vegas-i hadmágusok életébe és politikájába enged betekintést. Magyarul eddig nem jelent meg.
- "The Gauntlet," megjelent a The Mammoth Book of Paranormal Romance 2 című kötetben – Kit Marlowe novella, előzménytörténet a "The Queen's Witch" novellához. Magyarul eddig nem jelent meg.
- "The Queen's Witch" – Kit Marlowe novella. Időben bármikor olvashatóak és az Ezüst Körről szolgálnak plusz információval. Magyarul eddig nem jelent meg.
- "A Family Affair" – John Pritkin novella, időben A hajnal átka és a Holdvadász című részek között játszódik. Magyarul eddig nem jelent meg.
- "Shadowland" – John Pritkin novella, időben A hajnal átka és a Holdvadász című részek között játszódik. Magyarul eddig nem jelent meg.
- "Update Pritkin" – John Pritkin novella, időben A hajnal átka és a Holdvadász című részek között játszódik. Magyarul eddig nem jelent meg.
- "The House at Cobb End" – John Pritkin novella, mely A hajnal átka című rész kapcsán tartalmaz spoilereket. Magyarul eddig nem jelent meg.

### Dorina Basarab-sorozat
1. Midnight's Daughter
2. Death's Mistress
3. Fury's Kiss

#### Kiegészítő novellák
- "Buying Trouble," megjelent az On the Prowl című kötetben – főszereplője Claire Lachesis. A Dorina Basarab sorozat előzménynovellája, ám olvasása nem szükséges a sorozathoz, pusztán csak érdekes melléktörténetekkel szolgál ahhoz.
- "In Vino Veritas," megjelent a Chicks Kick Butt című kötetben – érdekes plusztörténet a Death's Mistress című részhez.
- Masks – a 15. századi Velencében játszódó novella a Cassandra Palmer sorozatból megismert Mircea korai életéből mesél részleteket, melyek inkább kapcsolódnak a Dorina Basarab sorozathoz, mint a Cassie könyvekhez, ennek ellenére érdekes adalék lehet a vámpírmester és a Látó kapcsolatához is.

## Magyarul
- Megérint a sötétség; ford. Bertalan György; Kelly, Bp., 2010
- Árnyak vonzásában; ford. Bertalan György; Kelly, Bp., 2010
- Átölel az éjszaka; ford. Bertalan György; Kelly, Bp., 2010
- A hajnal átka; ford. Bertalan György; Cor Leonis, Bp., 2013
- Holdvadász; ford. Bertalan György; Cor Leonis, Bp., 2013